# Thaphalanxay
Thaphalanxay là một huyện (muang, mường)  thuộc tỉnh Savannakhet ở hạ Lào.